# Ewald Glombitza
Ewald Glombitza (* 16. November 1878 in Halbau; † 15. Dezember 1969 in Kändler) war ein deutscher Politiker (KPD). Er war Bürgermeister von Kändler und Abgeordneter des Sächsischen Landtages.

## Leben
Glombitza, Sohn eines Webers, arbeitete  nach einer  Weberlehre in einer englischen Weberei in Grünberg (Schlesien). 1902 trat er dem Textilarbeiterverband, 1904 der Sozialdemokratischen Partei Deutschlands (SPD) bei. 1913 zog Glombitza nach Limbach. Dort wurde er später Folgezeit Vorsitzender des Textilarbeiterverbandes. Im September 1913 war er Delegierter zum SPD-Parteitag in Jena. Von 1914 bis zu seiner Verwundung 1917 war Globitza als Soldat im Ersten Weltkrieg. 
Glombitza trat 1917 zur  Unabhängigen Sozialdemokratischen Partei Deutschlands (USPD) über und wurde 1918 Mitglied des Spartakusbundes. Während der Novemberrevolution war er Mitglied des Limbacher Arbeiter- und Soldatenrates. Bis 1925 arbeitete er hauptamtlich im Allgemeinen Deutschen Gewerkschaftsbund und war anschließend von 1925 bis 1930 Geschäftsführer des Konsumvereins in Limbach. Im April 1925 wurde er als Nachfolgekandidat für den ausscheidenden Paul Bertz Abgeordneter im Sächsischen Landtag, dem er bis zum Ende der Legislaturperiode im Oktober 1926 angehörte. 1925 wurde Glombitza zum Bürgermeister von Kändler bei Limbach-Oberfrohna gewählt und übte dieses Amt bis 1931 aus.
1928 wurde Glombitza wegen „Disziplinbruchs“ von der Bezirksleitung Erzgebirge-Vogtland der KPD aus der Partei ausgeschlossen. Er hatte sich als Bürgermeister nicht an den Beschluss der Bezirksleitung gehalten und sich nicht gegen die von der Sächsischen Landesregierung geplante Erhöhung der Grundsteuer positioniert.
Glombitza arbeitete nach dem Ausscheiden aus dem Amt bis zum Rentenalter in einer Gießerei bei Chemnitz. Er trat politisch nicht mehr in Erscheinung.